# Transilvania Jurnal
Transilvania Jurnal a fost un ziar regional din Transilvania, România.
Sediul central al publicației a fost mai întâi la Brașov (23 aprilie 1998), unde alături de Transilvania Express făcea parte din același trust de presă. Mai apoi, TRJ-ul și-a mutat sediul central la Cluj-Napoca și a deschis ediții locale în majoritatea județelor din Transilvania. Transilvania Jurnal a fost un veritabil club de presă, mulți dintre ziariștii formați la acest ziar continuă să presteze la alte ziare care apar pe piața media din Transilvania. Anul 2000 a fost poate cel mai bun din toate punctele de vedere. Mugur Isărescu care era in spatele ziarului a trecut cu mult mai neobservat decât s-ar fi crezut, majoritatea menționărilor din presă fiind cele privitoare la activitatea executivului.
Iată și o scurtă listă cu redacția ziarului în 2001:
- Emilia Moldovan, director
- Antoniu Poienaru, director executiv
- Florin Danciu, redactor sef
- Dana Gherman, redactor sef adjunct
- Ioan Mureșan, director editorial
- Dorin Petrișor, șef departament cultură
- Raul Chiș, sef departament politic

Alți colaboratori: Călina Berceanu, sef dep social,
Vali Lozinski, secretar general de redactie, Eugen Olariu, fotoreporter, Oana Cornașan,redactor economic, Cristian Grindean, director promovare, Doru Lupeanu, șef departament economic, Călin Todorescu, șef departament sport, Gabriel Onica, șef departament stocare și analiză a informației, Cornelia Trif, redactor, Daniel Sauca, director ediția de Sălaj, Aurica Giura, director ediția de Alba, Claudiu Sere, director ediția Mureș-Harghita-Covasna.
Ziarul și-a încetat activitatea pe 18 ianuarie 2003, când a început desființarea juridică a firmei care l-a publicat până atunci.